# Нікола Стойчев
Нікола Стойчев (болг. Никола Георгиев Стойчев; 13 жовтня 1891, Костенець — 1 лютого 1945, Софія) — болгарський офіцер (генерал-лейтенант), командувач Третьої та Другої армії Болгарського Царства. Артилерійський інспектор.

## Біографія
Військову службу розпочав в 7-му артилерійському полку, а 1928 — інструктор у школі офіцерів резерву. Наступного року — командир підрозділу 2-го дивізійного артилерійського полку, а з 1931 — командир артилерійського полку третього дивізіону.
Працював в артилерійському департаменті на Державному військовому заводі. 1934 став головою Артилерійського відділу Четвертої військово-інспекційної області.
У період з 1936 по 1941 — артилерійський інспектор. З 1941 командував 3-ю армією Болгарського Царства, а з 1943 — командир Другої болгарської армії. У 1944 пішов у запас.
Схоплений агентурою СРСР в окупованій Болгарії та беззаконно засуджений до вбивства так званим Народним судом. Розстріляний 1 лютого 1945.

## Військові звання
- Підпоручник (4 вересня 1910)
- Поручник (5 серпня 1913)
- Капітан (16 березня 1917)
- Майор (12 серпня 1920)
- Підполковник (26 березня 1925)
- Полковник (6 травня 1931)
- Генерал-майор (6 травня 1937)
- Генерал-лейтенант (1942)